# 羅志祥國族事件
羅志祥國族事件，是在「周子瑜国旗事件」成為了熱門話題後，羅志祥於2016年1月14日在北京出席電影宣傳活動所引發的爭議事件。爭議內容被側錄者於2016年1月17日上傳至YouTube，片中羅志祥以「不用分那麼細，我們都是中國人」一句話，引發輿論爭論，又因為羅志祥並沒有被逼迫就很順口的說出這句話，引起部分臺灣民眾的更加不滿。

## 事件發展

### 輿論熱議
此事件引起台灣等地的部分網友不滿，羅志祥在臉書上的粉絲頁按讚數急速流失至少4萬直至2016年1月24日後才開始逐漸回升。也有網友挺羅志祥，指出柯文哲、李安、蔡英文、S.H.E三位成员、周杰伦、蔡康永、陈妍希、陈建州、林志玲、梁赫群都曾說過「中國人」的言論也沒事。中国大陆官媒《人民日报》于2016年1月19日发表评论文章，支持罗志祥的这一做法。

### 經紀公司回應
經紀公司在1月18日上午發出聲明，表示：
小豬是土生土長的臺灣人，但也是受中華文化教育長大的中國人。試問在台灣長大的同輩或長輩，誰不是呢？兩岸關係如果連政治人物都還不能解決，就不要再問這些不過只想做好表演的藝人了，他們如果回答得出來，兩岸問題就沒有那麼難了。不是嗎？小豬只是想認真做好表演的人，請大家讓表演歸表演，政治歸政治吧，謝謝大家。
 — 天地合娛樂公司

### 中國大陆网友反应
2016年由於「周子瑜道歉事件」及「羅志祥國族事件」等事件，引起兩岸網友的論戰，導致中國網友發動翻牆出征洗版的行動。

## 各方意見

### 政治界
- 台灣作家、社會評論家平路：「中國可以是一個文化的概念，可是就是在北京的一些太過於強勢的談話之下，這個文化的意涵就不見了，就變成赤裸裸的一種民族主義的對壘[26]。」
- 國民黨國際資訊暨議題中心主任徐巧芯：「羅志祥也好，周子瑜也好，我覺得他們都不需要道歉[27]。」

### 教育界
- 人渣文本：「只要羅志祥很開心地講，有什麼關係，新黨發言人王炳忠也是這樣主張，就把羅志祥當成舞跳得好的王炳忠就好了[28]。」
- 國立中山大學副教授顏聖紘：「如果我們真的認為自己是一個比較先進文明的國家，就應該要在目前這種現勢下尊重人民可以保有不一樣的國家認同觀點[29]。」
- 華人民主書院董事曾建元：「羅志祥要怎樣認同是自己的自由，是沒有違反中華民國的法律的，是可以的[30]。」

### 娛樂界
- 陳沂：「真高興我們跟想祥不是同一個國家[31][32][33]！」及「請大家不要苛責想祥，他只是一個36歲的男人，他媽媽只是希望他可以快樂的唱歌跳舞和空幹[34]！」
- 野人洞穴（李威慶）：「換個封面，只是想提醒自己，有些愛，就算再多利益放在眼前，也無法被妥協[35]。」
- 拷秋勤：「你是個原住民，是這片土地上，最有資格說自己百分之百跟中國無關的一群[8]。」
- 膝關節（李光爵）：「藝人有其公眾影響力，面對討論台灣與中國的政治議題時，需要找到『不卑不亢』的直率角度，否則兩邊都不討好[36][37]。」
- 孫德榮：「我覺得那是他的問題，我不願評論，因為這個人是在我內心我無法接受的人[38][39]。」
- 丁文茵：「可是想想，如果今天站在台上的那個人是你，你面對幾百幾千幾萬雙眼睛，你真的有勇氣大喊我就是台灣人！好像真的有點為難[40]。」
- 鄭家純：「如果在中國活動身不由己，也有別的回應選擇，卻嘻嘻哈哈講大家都是中國人，贏得了現場的掌聲[8]。」
- 鄭弘儀：「其實你也可以不用表態嘛[41]。」
- 劉樂妍：「真的沒有必要拿出來對立[42]。」
- 黃拉結：「你FB粉絲團人數急速下降中，但你應該不在意，不過你微薄(微博)人數在你說大家都是中國人之後瞬間多了5萬，果然討好中國才是王道啊呵呵[43][44]。」及「這人表態比不表態還糟[45]。」
- 于美人：「有一個假想敵，所以才在這次羅志祥事件，全部都出去了[46]！」